# Belmont (Doubs)
Belmont is een gemeente in het Franse departement Doubs (regio Bourgogne-Franche-Comté) en telt 58 inwoners (2009). De plaats maakt deel uit van het arrondissement Pontarlier.

## Geografie
De oppervlakte van Belmont bedraagt 4,7 km², de bevolkingsdichtheid is dus 12,3 inwoners per km².

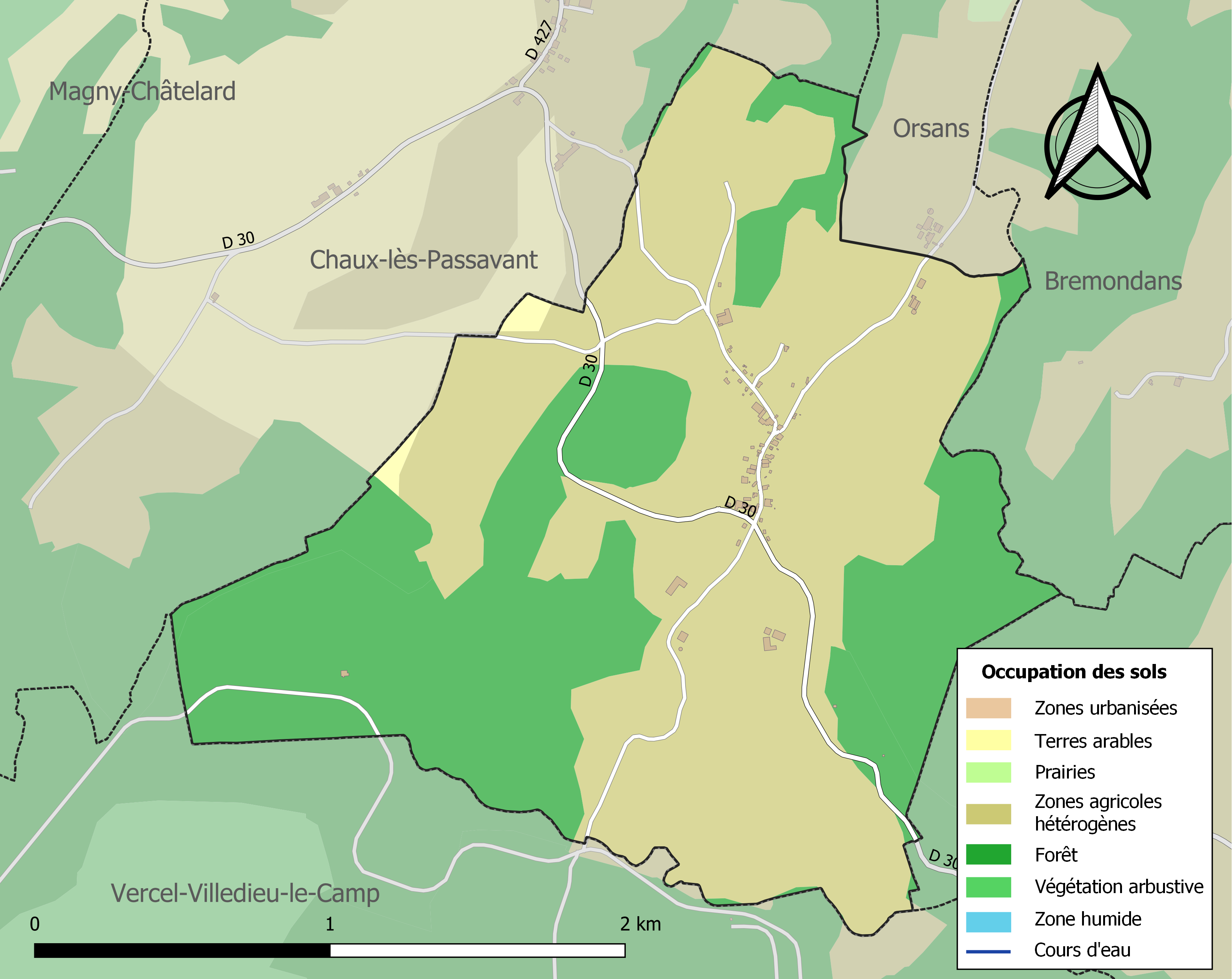
Kaart van de gemeente met de belangrijkste infrastructuur, bodemgebruik en omliggende gemeenten

## Demografie
Onderstaande figuur toont het verloop van het inwonertal (bron: INSEE-tellingen).

## Geboren in Belmont
- Louis Pergaud (1882-1915), Frans schrijver